# 東村 (大分県)
東村（ひがしむら）は、大分県速見郡にあった村。現在の杵築市の一部にあたる。

## 地理
八坂川の河口右岸に位置していた。
- 海洋：守江湾、別府湾[2]

## 歴史
- 1889年（明治22年）4月1日、町村制の施行により、速見郡片野村、猪尾村、熊野村が合併して村制施行し、東村が発足[1][2]。旧村名を継承した片野、猪尾、熊野の3大字を編成。
- 1894年（明治27年）東村農会設立[2]
- 1936年（昭和11年）1月1日、速見郡杵築町に編入され廃止[1][2]。

### 地名の由来
この地方の中心地・杵築村の東方に当たるため（実際は東南）。

## 行政区
- 大字片野 - 須崎・西納屋・東納屋・高須[2]
- 大字猪尾 - 三川・猪尾[2]
- 大字熊野 - 原北・原南・加貫・年田[2]

## 産業
- 農業、漁業[2]